# Dorfstraße 4 (Magdeburg)

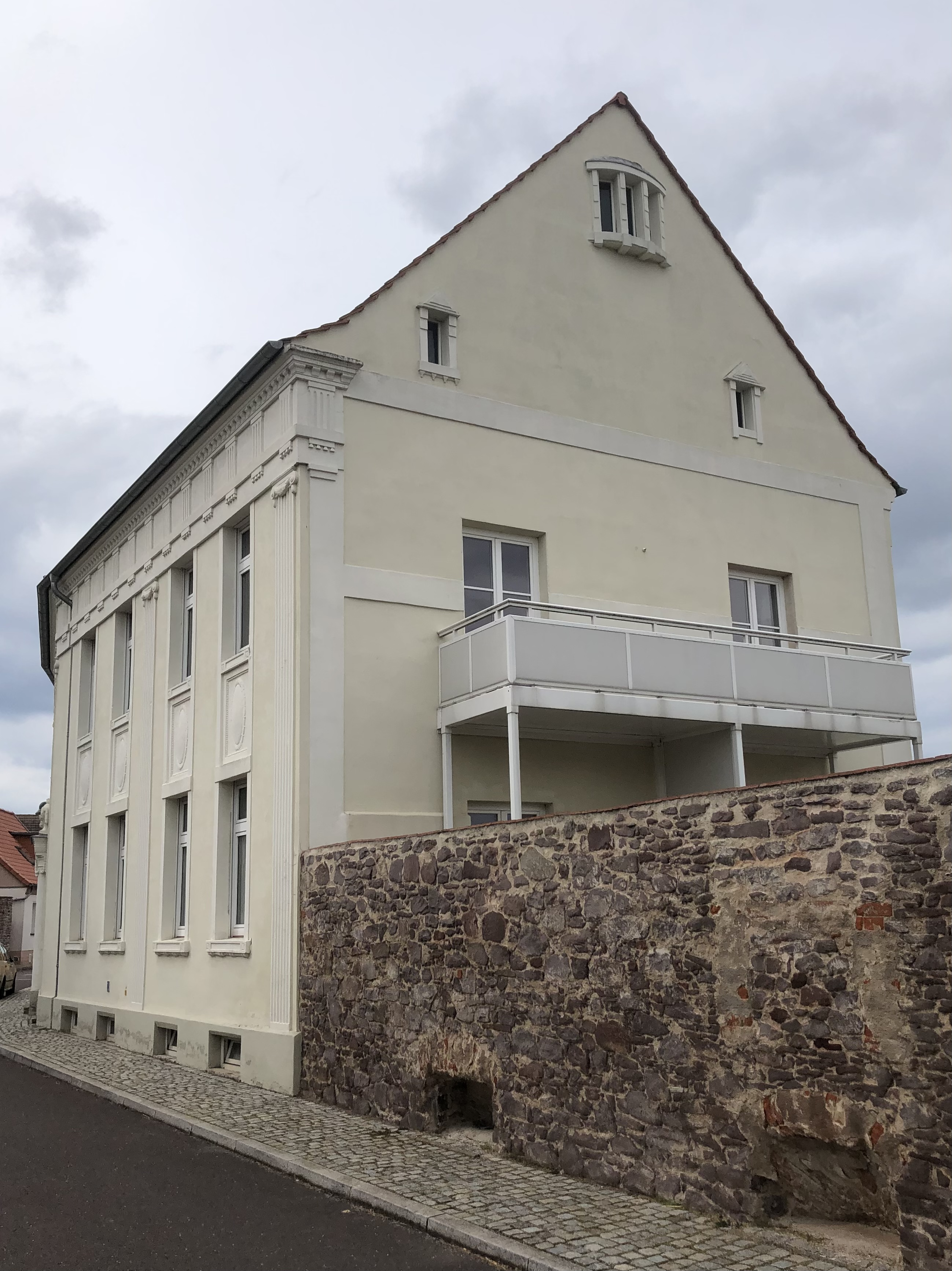
Haus Dorfstraße 4, Westseite, 2022

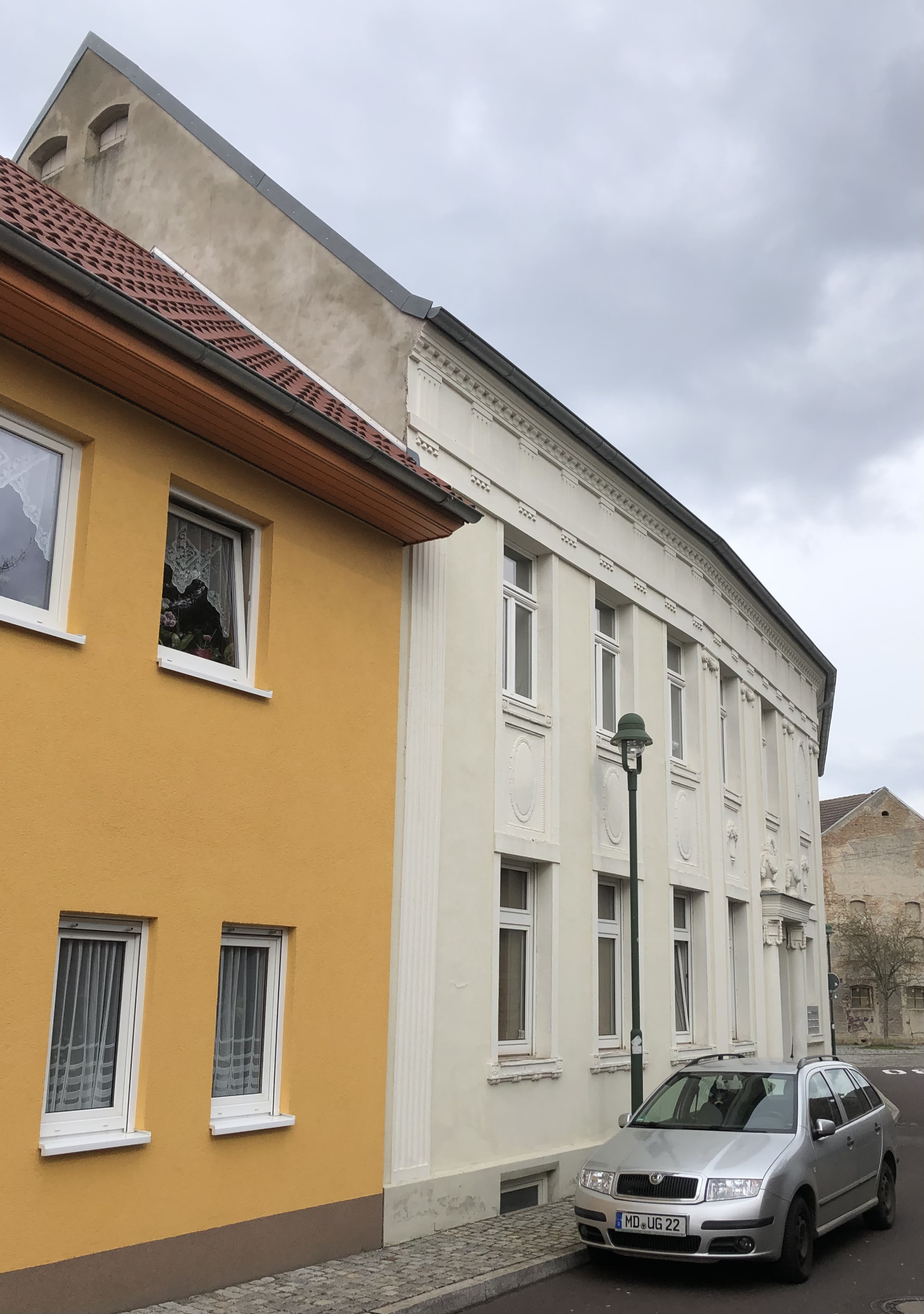
Blick von Westen

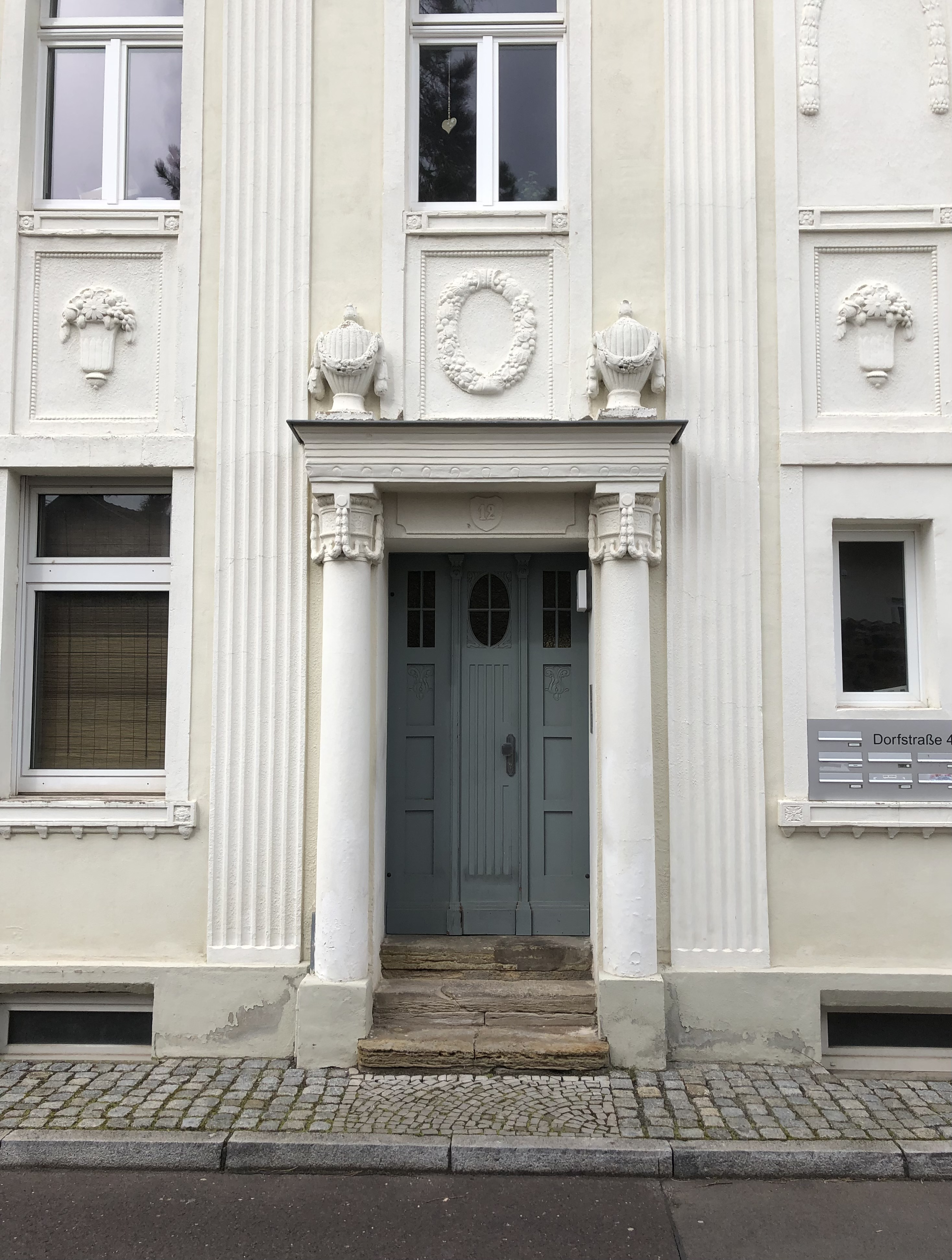
Portal

Das Gebäude Dorfstraße 4 ist ein denkmalgeschütztes Wohnhaus in Magdeburg in Sachsen-Anhalt.

## Lage
Das Haus befindet sich auf der Nordseite der Dorfstraße im Zentrum des Magdeburger Stadtteils Alt Olvenstedt.

## Architektur und Geschichte
Das zweigeschossige Gebäude entstand nach einer Inschrift im Jahr 1848 als Wohnhaus eines unregelmäßig angelegten Dreiseitenhofs eines Großbauern. Das traufständig zur Straße ausgerichtete Haus folgt in seiner Flucht dem etwas gebogenen Straßenverlauf. Die zehnachsige verputzte Fassade ist nach einer Erweiterung im frühen 20. Jahrhundert repräsentativ im Stil des Neoklassizismus mit Elementen des Jugendstils gestaltet und hebt sich so vom dörflichen Umfeld ab. Der Eingangsbereich ist mit kannelierten Kolossalpilastern samt ionischen Kapitellen hervorgehoben. Das Portal ist auf beiden Seiten von je einer mit einer Vase bekrönten Säule gerahmt. Das Gesims ist besonders betont. Bedeckt wird der Bau von einem Satteldach.
Am Haus befindet sich eine Tafel mit der Inschrift:
Christian

Scherping

Erbauet im Jahre

1848
Im örtlichen Denkmalverzeichnis ist das Wohnhaus unter der Erfassungsnummer 094 81888 als Baudenkmal verzeichnet.
Das Haus gilt als prägend für das Straßenbild und architektur- und sozialhistorisches Beispiel für die Anwendung repräsentativer städtischer Bauformen im ländlichen Bereich durch großbäuerliche vermögende Bauherren.